# 4120 Денойєлл
4120 Денойєлл (4120 Denoyelle) — астероїд головного поясу, відкритий 14 вересня 1985 року.
Тіссеранів параметр щодо Юпітера — 3,189.